# تشوي إيم جونغ
تشوي إيم جونغ ((بالإنجليزية: Choi Im-jeong)) (من مواليد 14 فبراير 1981 في بوسان) هي لاعبة كرة اليد من كوريا الجنوبية.
شاركت في دورة الألعاب الآسيوية 2006 في الدوحة، قطر.

## روابط خارجية
- تشوي إيم جونغ على موقع الاتحاد الأوروبي لكرة اليد (الإنجليزية)
- تشوي إيم جونغ على موقع اللجنة الأولمبية الدولية (الإنجليزية)
- تشوي إيم جونغ على موقع أوليمبيديا (الإنجليزية)